# Amédée Gratiot
Pour les articles homonymes, voir Gratiot.
Louis Marie Amédée Gratiot né le 5 juin 1812 à Paris et mort le 25 novembre 1880 à Paris 8e, est un journaliste et imprimeur français.

## Biographie
Avec Charles Boulouze et Jules Comartin, il fonde en 1839 l'Association des Anciens Élèves du lycée Louis-le-Grand. Il devient directeur de la Papeterie d'Essonne. Il est nommé chevalier de la Légion d'honneur le 17 juin 1850.